# Paikpara (Basirhat)
Paikpara (bengalisch পাইকপাড়া) ist ein Dorf im indischen Bundesstaat Westbengalen im Distrikt Uttar 24 Pargana mit rund 1964 Einwohnern (Volkszählung 2011). Paikpara liegt im Großraum Basirhat.

## Bevölkerung
Paikpara hat ein Geschlechterverhältnis von 972 Frauen pro 992 Männer und damit einen für Indien häufigen Männerüberschuss. Die Stadt hatte 2011 eine Alphabetisierungsrate von 64 % (Männer: 67 %, Frauen: 62 %).

## Landwirtschaftlich
Die Zahl der arbeitenden Personen im Dorf Paikpara beträgt 607, 1357 sind jedoch nicht erwerbstätig. Von den 607 Beschäftigten sind 18 vollständig auf die Landwirtschaft angewiesen.